# Noemí Simonetto de Portela
Noemí Simonetto de Portela (ur. 1 lutego 1926 w Buenos Aires, zm. 20 lutego 2011 tamże) – argentyńska lekkoatletka, skoczkini w dal, medalistka olimpijska.
Była czołową lekkoatletką Argentyny w latach czterdziestych. Startowała w wielu konkurencjach lekkoatletycznych. jej największym sukcesem jest zdobycie srebrnego medalu na igrzyskach olimpijskich w 1948 w Londynie w skoku w dal skokiem na odległość 5,60 m. Na igrzyskach tych startowała także w biegu na 80 metrów przez płotki (odpadła w półfinale) i w biegu na 100 metrów (odpadła w przedbiegach).
Simonetto zdobyła siedemnaście medali (w tym 11 złotych) mistrzostw Ameryki Południowej: w 1941 złoty w sztafecie 4 × 100 metrów oraz brązowe w skoku wzwyż i skoku w dal; w 1943 złote na 100 metrów, w sztafecie 4 × 100 metrów i w skoku w dal oraz brązowy w skoku wzwyż; w 1945 złote na 80 metrów przez płotki, w sztafecie 4 × 100 metrów i w skoku w dal oraz srebrne na 100 metrów i w skoku wzwyż; w 1947 złote na 100 metrów, 80 metrów przez płotki, w sztafecie 4 × 100 metrów i w skoku w dal oraz srebrny w skoku wzwyż.
21 razy zdobywała mistrzostwo Argentyny. Ustanowiła wiele rekordów krajowych, w tym 12,2 s na 100 metrów, 1,60 m w skoku wzwyż (wynik z 1946 poprawiony dopiero w 1970) i 5,76 m w skoku w dal.